# 政策瞭望
《政策瞭望》是中共浙江省委办公厅、中共浙江省委政策室主管，经国家新闻出版署批准，具有国内统一刊号的公开出版刊物，创刊于2003年，由今日浙江杂志社主办，为月刊。